# Cayaponia diversifolia
Cayaponia diversifolia är en gurkväxtart som först beskrevs av Célestin Alfred Cogniaux, och fick sitt nu gällande namn av Célestin Alfred Cogniaux. Cayaponia diversifolia ingår i släktet Cayaponia och familjen gurkväxter. Inga underarter finns listade i Catalogue of Life.